# Битка код Раундвеј Дауна (1643)
Битка код Раундвеј Дауна водила се 13. јула 1643. између ројалиста и снага Парламента у енглеском грађанском рату. Завршена је одлучујућом победом ројалиста.

## Позадина
Ројалистичка војска генерала Хоптона, након што су успешно заузела Корнвол и Девон, ушла је у Сомерсет где су јој се придружила појачања под маркизом Хертфордом и принцом Морисом како би формирали Армију Запада. Парламент је против њих послао свог најуспешнијег генерала, сер Виљема Велера, и борили су у неколико окршаја око Бата, укључујући Лансдаун Хил. Међутим, пошто су изгубили већи део свог барута у несрећи, која је такође привремено ослепила Хоптона, ројалисти су одлучили да се домогну краљеве престонице и складишта Оксфорда. Упорно гоњена од парламентарне војске, напустили су овај план источно од Чипенхема и отишли на југ да потражи сигурност у замку Девизес. Велер је одмах заузео висораван између њих и Оксфорда и опсео град.

## Битка
Краљевска коњица, која је била мало корисна током опсаде, ноћу се пробила из Девизеса, и док су њихове вође јахале за Оксфорд, војска се разишла по Вилтширу. Краљ није био у својој престоници, али лорд Вилмот је одлучио да покуша да разбије опсаду само с коњицом - две бригаде „ветерана“ из Оксфорда. Окупио је трупе у Марлбороу где му је пришла и трећа бригада под лордом Крофордом; била је у пратњи конвоја залиха, али га је изгубила од Велерове коњице. Вилмоту су се придружили и неки од расејане западне коњице. Заједно ова коњаничка војска од око 1.800 војника јахала је западно до Бекхемптона, а затим на југ, према Девизесу. Чекао их је Велер на Раундвеј Дауну са 2.500 пешадије, 2.500 коњаника и осам топова. Две војске су се поставиле једна према другој од истока према западу дуж друма за Бат, при чему је Велер имао предност у броју и висини положаја на брду Раундвеј.
Након неколико почетних окршаја извидница из обе војске, за које се такође чини да су онеспособили Велерову артиљерију, парламентарна коњичка крила одлучно су потучена од краљевске коњице која је стајала према њима. То је оставило Велерову пешадију саму на бојном пољу. Покушали су да марширају према Бату, али их је напала Хоптонова пешадија која је испала из Девизеса и краљевска коњица. У овом тренутку су се сломили и побегли, али се заштитница снажно борила на врху брда Бикон, омогућавајући многим војницима да побегну.

## Последице
Битка је била одлучујућа ројалистичка победа која је отворила краљу западну Енглеску и омогућила заузимање Бристола на јуриш и опсаду Глостера. Велер се вратио у Лондон разочаран, али Парламент му је дао другу војску да настави операције у Хемпширу крајем 1643 и почетком 1644.